# Paul Baumgarten

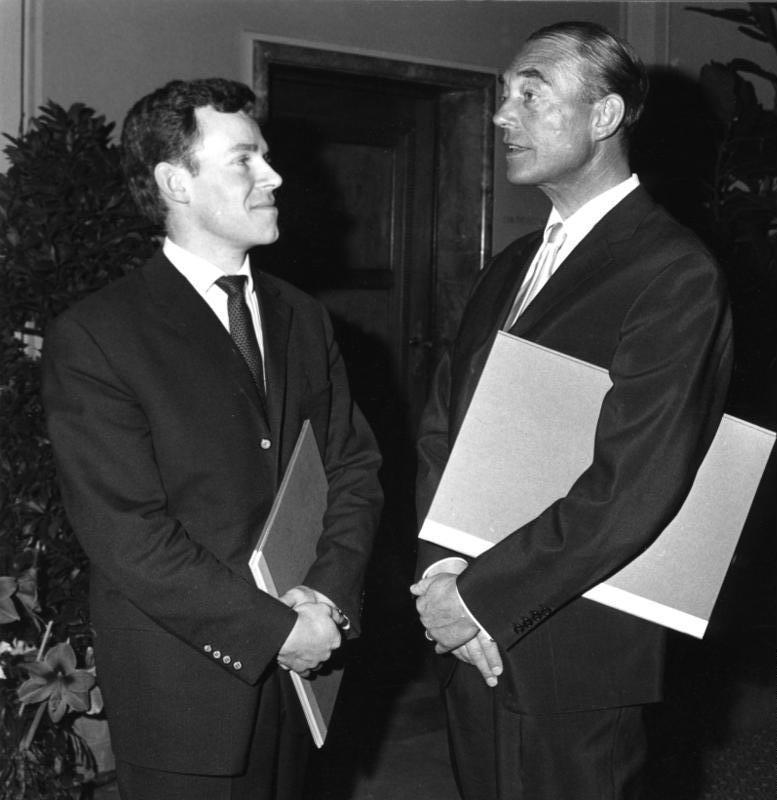
Paul Bamgarten (höger) tillsammans med Michael Hinz 1960

 Paul Gotthilf Reinhold Baumgarten, född 5 maj 1900 i Tilsit, död 8 oktober 1984 i Berlin, var en tysk arkitekt och professor, verksam vid Hochschule der Künste Berlin.

## Några byggnadsverk
- Konsertsal vid Hochschule der Künste, Berlin
- Eternithus Interbau, Hansaviertel, Berlin 1957
- Kyrka vid Lietzensee, Berlin
- Amtsgebäude Bundesverfassungsgerichts, Karlsruhe
- Ombyggnad av Hotels am Zoo, Berlin